# Эвакуация промышленности в России (1915)
Эвакуация промышленности в Российской империи в период Первой мировой войны в 1915 году — массовая кампания по вывозу стратегически важных предприятий в тыл страны при угрозе захвата противником, позволившая сохранить часть производительных сил и сохранить выпуск оборонной продукции.
Великое отступление 1915 года привело к тому, что Царство Польское, а затем и Лифляндская губерния были оккупированы Германской империей. Между тем, Варшава и Рига были важными промышленными центрами Российской империи. Всего было вывезено на восток около пятисот заводов и фабрик, большинство из Риги, поскольку она была расположена дальше к востоку и была занята противником только в 1917 году. Но и из Варшавы удалось эвакуировать почти сто предприятий. 

## Оценка экономических факторов войны
Первая мировая война стала первым крупномасштабным вооруженным конфликтом, в котором экономическая и промышленная мощь противников стали решающими факторами успеха. Если в предыдущих войнах материальные потребности сравнительно небольших армий, при относительно низком уровне военной техники, ограниченном масштабе и скоротечности боевых действий можно было удовлетворять за мобилизованных для войны средств или накопленных резервов, то война 1914—1918 гг. потребовала такого колоссального притока материальных ресурсов, что для этого потребовалась мобилизация всего народного хозяйства стран-участниц.
Современники предполагали такой сценарий: так, экономические факторы войны анализировал крупнейший русский военный теоретик генерал Н. П. Михневич в своей фундаментальной книге «Стратегия» (1899—1901). «Разрушение экономического благосостояния» и истощение материальных ресурсов он считал предпосылками поражения. Этот взгляд разделял учёный, банкир и меценат И. С. Блиох в многотомной работе «Будущая война в техническом, экономическом и политическом отношениях» (1898).
Начавшаяся война подтвердила не только справедливость этих предположений, но и то, как можно использовать захваченные у противника ресурсы: например, Германия после захвата Бельгии, Северной Франции и Домбровского бассейна Польши активно использовала добываемый на их территориях уголь в дополнение к собственному. И об этом исследователи начали предупреждать уже в преддверии новой войны после окончания Первой мировой.
Чтобы ресурсы не попали в руки противника, требовалось продумать способы их эвакуации и запуска в действие на новых местах. Однако такого плана у российского военного командования не было — оно строило планы ведения войны на чужих территориях.

## Предпосылки эвакуации
Все сражения Российской императорской армии с германской армией в начальный период Первой мировой войны закончились в пользу немцев. 2-я русская армия Самсонова потерпела болезненное поражение в Восточной Пруссии, на германской части фронта Россия уступила часть территории Варшавского выступа.
Масштабное наступление германской армии на Восточном фронте в 1915 г. поставило под угрозу захвата развитые промышленные районы империи: Польшу, Белоруссию, Прибалтику. Это заставило правительство и военное командование реализовать на практике обсуждавшиеся ранее теоретически планы эвакуации промышленных объектов из угрожаемых районов в тыл, дабы восстановить их работу на новых местах дислокации. Об этом прямо заявляли и промышленники. В июне 1915 г. члены военно-технического комитета при Всероссийском городском союзе направили письмо министру торговли и промышленности В. Н. Шаховскому: «Совершенно недопустимым является дальнейшее сохранение в таких местностях, как Рига, Варшава и т. п., крупных предприятий обрабатывающей промышленности, которые готовят предметы военного снаряжения или так или иначе с этим делом связаны. Необходимо поэтому спешное принятие правительством решительных мер к переносу таких предприятий в более благоприятную обстановку глубокого тыла».

## Координация и исполнители

### Эвакуация из Варшавы
При угрозе захвата Варшавы 4 (17) июля генерал-губернатор князь П. Н. Енгалычев приказал инспектору артиллерии генерал-майору Н. В. Шульге в трёхдневный срок вывезти из города заводы, имеющие оборонное значение. На эвакуацию было выделено из казны 50 млн рублей, однако эти меры оказались запоздалыми: удалось вывезти только 85 предприятий, в том числе 6 мелких торговых фирм. Большая часть промышленных предприятий Варшавской губернии не была вывезена и досталась противнику.
Эта операция показала: при отсутствии должной организации, планирования и централизованного управления эвакуация создаёт серьёзные препятствия воинским передвижениям на линию фронта. 

### Эвакуация из Лифляндии
Тем не менее второй этап эвакуации, из Риги, уже был более успешным. 25 июля (7 августа) 1915 г. был принят приказ по Двинскому военному округу о предоставлении заводам, изготавливающим предметы, необходимые для «государственных надобностей», права на вывоз из городов Двинска и Вильно во «внутреннюю Россию» заводского оборудования и материалов. За эвакуацию отвечал Штаб округа. Из Двинска и уезда было вывезено оборудование 60 заводов и мастерских. Оборудование, которое невозможно было вывезти, подлежало уничтожению. Помимо оборудования, вывозились различные материалы, металлы, сукно, кожа, даже большие церковные колокола. До середины сентября из Двинска организованно выехали 5069 рабочих с семьями.
В Риге эвакуации подлежало около 500 заводов. Координацию работ поручили в июле 1915 г. начальнику Сестрорецкого оружейного завода генерал-майору А. П. Залюбовскому. Командующий 5-й армией П. А. Плеве предоставил ему неограниченные полномочия. До 1 сентября 1915 г. из Риги было эвакуировано 172 предприятия: в Москву, Петроград, Нижний Новгород, а также в южные губернии — в Екатеринослав, Харьков, Донбасс, куда в основном переехали заводы металлообрабатывающего профиля, а всего за период эвакуации — 395 предприятий. Было отправлено 30 тысяч вагонов с грузами и людьми. В Нижний Новгород через Москву были отправлены несколько фабрик и заводов, в том числе металлический завод Фельзер, джутовая мануфактура, рижский металлический завод «Этна». Только для перевозки завода «Этна» было выделено 110 вагонов, а для завода Фельзер — 160 вагонов.
Для приёма предприятий в Нижнем Новгороде была создана комиссия с участием представителей министерства торговли и промышленности и Всероссийского земского и городского союзов.
В общей сложности из Лифляндии выехало около 800 тысяч беженцев.

### На Юго-Западном фронте
На Юго-Западном фронте эвакуацию предприятий поручили главному начальнику снабжения, отдававшему указания губернаторам, обязанным составлять соответствующие планы. К планированию был привлечен Киевский военно-промышленный комитет, создавший специальные подкомиссии в Волынской, Подольской и Киевской губерниях. Однако такая организация управления работой принесла мизерный результат: из прилегающих к фронту губерний удалось вывезти только отдельные предприятия.

### Транспортные проблемы
Поскольку вся железнодорожная сеть России была разделена надвое: одна часть подчинялась Министерству путей и сообщения, вторая находилась в ведении Управления путей сообщения при Штабе Верховного главнокомандующего, координация транспорта была затруднена. Особые проблемы возникали на железных дорогах, находившихся в пределах разных фронтов и одновременно в тылу и подчинялись нескольким начальникам и учреждениям одновременно.
Из-за халатного отношения со стороны командования Балтийским флотом во время перевозки двух миноносцев и оборудования верфи из Риги пароходы были задержаны на трое суток по распоряжению командования флотом на подступах к Моонзунду, пока один из кораблей не потопила немецкая субмарина.

## Систематизация
Осенью 1915 г. наконец была создана Эвакуационная комиссия при Особом совещании по обороне во главе с председателем Государственной думы М. В. Родзянко. При штабах фронтов стали создавать районные эвакуационные комиссии, а для запуска вывезенных предприятий было организовано 11 комиссий в тыловых областях. Началась предварительная разработка планов эвакуации отдельных районов и промышленных центров. Местные военно-промышленные комитеты до образования названных комиссий должны были составить примерные планы размещения эвакуируемых предприятий, обеспечить помещения и склады для хранения эвакуированного имущества, определить состояние перевозочных и разгрузочных средств и т.д.
18 сентября (1 октября) 1915 г. председатель Особого совещания, военный министр А. А. Поливанов утвердил «Правила о способах и порядках оказания содействия эвакуируемых предприятий к возобновлению их деятельности на новых местах». Специальные Комиссии по восстановлению эвакуируемых предприятий на местах были образованы в 11 городах: Баку, Екатеринославе, Екатеринбурге, Казани, Москве, Нижнем Новгороде, Омске, Ростове-на-Дону, Самаре, Саратове и Харькове. Дополнительно в составе Особого совещания были образованы совещания в следующих промышленных районах: Петроградском, Ревельском, Московском, Киевском, Екатеринославском, Харьковском, Ростовском, Уральском, Сибирском, Нижегородском, Кавказском, Одесском. В их компетенции также было решение вопросов эвакуации или же размещения эвакуированных предприятий на местах.
2 (15) октября 1915 г. Председатель Особого Совещания по обороне утвердил «Положение о комиссиях по эвакуации» — законодательный акт, регулировавший взаимодействие военных и гражданских органов в данном процессе. Также был определён перечень промышленных объектов, подлежащих эвакуации, компетенцию различных должностных лиц и порядок осуществления мер, прописанных в документе.
В соответствии с ним эвакуации подлежали:
- промышленные предприятия,
- торговые предприятия, располагающие запасами товаров,
- учреждения и имущество, необходимое для удовлетворения нужд обороны или имеющие государственное значение.

Начало эвакуации определялось по официальному изданию военными властями приказа об эвакуации, а её осуществление должно было производиться по заранее составленным подготовительными комиссиями (их создавали местные военно-промышленные комитеты) или эвакуационными комиссиями планам. Они оговаривали порядок перенесения предприятий, число вагонов и иных перевозочных средств, размер пособий для эвакуации предприятий и рабочих, места назначения каждого перевозимого предприятия.
Исполнение и осуществление эвакуации возлагалось на начальников снабжения армий соответствующего фронта, а эвакуационные комиссии должны были содействовать возобновлению производства на новых местах.
В дальнейшем для улучшения работы эвакуационных комиссий в 1916 г. было предложено образовать районные подкомиссии, которые должны были создаваться с разрешения фронтового начальства и были подчинены командованию армий.

## Запуск предприятий
Поскольку централизованного управления размещением промышленных объектов не было, эвакуация производилась без анализа возможностей запуска на новом месте и это стало самым слабым звеном кампании. Так, в Петроград из Рижского района вывезли 30 предприятий из 395, при этом им требовался для энергоснабжения уголь, подвоз которого по Балтийскому морю прекратился, что не позволяло обеспечить топливом уже имеющиеся в Петрограде заводы и фабрики. Поэтому приходилось вывозить предприятия на юг, чтобы обеспечить топливом, хотя военной угрозы для них не было: так был вывезен из Петрограда Охтинский завод взрывчатых веществ.
Вывезенные предприятия восстанавливались медленно: через год после эвакуации в строй вступило только 20-25 % крупных заводов, а часть эвакуированных так и не возобновила производство. Примером успеха стал эвакуированный из Риги завод «Фельзер»: 17 октября 1915 года состоялась его официальная закладка завода в Нижнем Новгороде, на что правительством было выделено 663 тыс. рублей безвозвратного пособия и 2847 тыс. рублей ссуды на 15 лет, а в феврале 1916 года завод выпустил первую оборонную продукцию, запустив производство за рекордный срок. Заказы военного ведомства достигли 1,8 млн рублей, что втрое превышало довоенные показатели.
Эвакуированный из Риги Русско-Балтийский завод был выгружен в поле около Твери, потом опять перевезен на новое место и до конца войны так и не возобновил работу. Главный директор крупнейшего рижского завода по производству резиновых изделий «Проводник», получив пособие на эвакуацию в размере 850 тыс. руб., медлил с погрузкой, после этого сымитировал забастовку рабочих и скрылся из города с деньгами.
Через год после эвакуации к работе приступило лишь 20-25 % крупных заводов.

## Значение
Отсутствие компетентной координирующей структуры при эвакуации вело к бессистемности при вывозе имущества, без учёта его ценности для обороны страны.
«Важнейшим следствием эвакуационного опыта Первой мировой войны было осознание необходимости заблаговременной эвакуационной подготовки», — считает А. А. Мелия. Этот опыт был использован большевиками при эвакуации стратегических предприятий из Петрограда в 1918 году, когда они уже были распределены на 4 категории по значимости. Полностью или частично из Петрограда в Пензу, Нижний Новгород, Симбирск, Тулу, Ярославль, Рыбинск было эвакуировано 75 предприятий, 14 381 302 пудов грузов, включая 1 288 628 пудов производственного оборудования.